# 1913 dans le catholicisme
Chronologie du catholicisme
- 1909
- 1910
- 1911
- 1912
- 1913
- 1914
- 1915
- 1916
- 1917

Cet article présente les faits marquants de l'année 1913 dans le catholicisme.

## Évènements
- 23 au 27 avril : Congrès eucharistique international à Malte.
- 25 octobre : Érection du diocèse de Lille par la bulle papale Consistoriali decreto. Il sera  élevé au rang d'archevêché métropolitain en 2008.

## Naissances
- 5 janvier : Pierre Veuillot, cardinal français, archevêque de Paris († 14 février 1968)
- 13 janvier : Bienheureux Boniface Zukowski, prêtre franciscain et martyr polonais du nazisme († 10 avril 1942)
- 22 janvier : 
  - William Conway, cardinal irlandais, archevêque d'Armagh († 17 avril 1977)
  - Bienheureux Étienne-Vincent Frelichowski, prêtre et martyr polonais du nazisme († 23 février 1945)
- 29 janvier : Yves Plumey, prélat et missionnaire français, archevêque de Garoua, assassiné († 3 septembre 1991)
- 10 février : 
  - William Menster, prêtre, écrivain et militaire américain († 14 avril 2007)
  - André Sève, prêtre assomptionniste et auteur français († 20 mai 2001)
- 13 février : Pierre Bellégo, prêtre et écrivain français († 22 novembre 1995)
- 17 février : Louis Bouyer, théologien français, pasteur protestant puis prêtre catholique († 22 octobre 2004)
- 18 février : Wilfrid Emmett Doyle, prélat canadien, évêque de Nelson († 14 septembre 2003)
- 28 février : Jean-Baptiste Brunon, prélat français, évêque de Tulle († 27 juin 1997)
- 10 avril : Raymond Pichard, prêtre dominicain français, pionnier de la télévision, créateur du Jour du Seigneur († 24 février 1992)
- 14 avril : André Brien, prêtre, enseignant et aumônier français († 27 juin 1998)
- 15 avril : Johannes Overath, prêtre, théologien et musicologue allemand († 24 mai 2002)
- 16 avril : Antonio del Giudice (en), prélat italien, diplomate du Saint-Siège et archevêque titulaire d'Hiérapolis-en-Syrie († 20 août 1982)
- 18 avril : Karel Bellinckx, prêtre et missionnaire belge au Congo, assassiné († 26 novembre 1964)
- 4 mai : Agnelo Rossi, cardinal brésilien de la Curie, archevêque de São Paulo († 21 mai 1995)
- 6 mai : Rodrigue Larue, prêtre franciscain, écrivain et enseignant canadien († 27 mai 2000)
- 12 mai : Pierre Kaelin, prêtre, compositeur et chef de chœur suisse († 1er juin 1995)
- 16 mai : Sebastiano Baggio, cardinal italien de la Curie, précédemment diplomate du Saint-Siège et archevêque titulaire d'Éphèse (de) († 21 mai 1993)
- 25 mai : Henri Gufflet, prélat français, évêque de Limoges, précédemment évêque titulaire de Calama (de) († 11 juin 2004)
- 5 août : Frans ten Bosch, prêtre et missionnaire néerlandais, assassiné († 25 novembre 1964)
- 12 août : Narciso Jubany Arnau, cardinal espagnol, archevêque de Barcelone († 26 décembre 1996)
- 26 août : Julius Döpfner, cardinal allemand, archevêque de Munich († 24 juillet 1976)
- 11 septembre : John Joseph Graham, prélat américain, évêque auxiliaire de Philadelphie et évêque titulaire de Sabrata (de) († 4 août 2000)
- 3 octobre : Anastasio Alberto Ballestrero, cardinal italien, archevêque de Turin († 21 juin 1998)
- 9 octobre : William Donald Borders, prélat américain, archevêque de Baltimore († 19 avril 2010)
- 17 octobre : Jean Badré, résistant et prélat français, évêque de Bayeux et Lisieux († 17 septembre 2001)
- 19 octobre : Henri-Marie Bradet, prêtre dominicain et directeur de revue († 30 novembre 1970)
- 28 octobre : Fernand Crouzel, prêtre, paléontologue, géologue et enseignant français († 14 mai 2003)
- 30 octobre : Jean Sulivan, prêtre et écrivain français († 16 février 1980)
- 9 novembre : Gaston Roussel, prêtre et musicien français († 19 décembre 1985)
- 17 novembre : 
  - José María Hernández Garnica, prêtre et serviteur de Dieu espagnol († 7 décembre 1972)
  - Jean-François Falc'hun dit Saik Falc'hun, prêtre et auteur français († 26 février 1999)
- 9 décembre : Paul Chaleil, prêtre français, missionnaire en Chine († 6 septembre 1983)
- 19 décembre : Juan Landazuri Ricketts, cardinal péruvien, archevêque de Lima († 16 janvier 1997)
- 22 décembre : André-Marcel Burg, prêtre, archiviste et bibliothécaire français († 30 décembre 1987)

## Décès
- 5 janvier : Julien Loth, prêtre et historien français (° 23 juillet 1837)
- 6 janvier : 
  - Bienheureuse Rita Amada de Jésus, religieuse portugaise, fondatrice des Sœurs de l'Institut de Jésus, Marie et Joseph (° 5 mars 1848)
  - Charles-Émile Bouillevaux, prêtre, missionnaire et explorateur français (° 1er avril 1823)
- 11 janvier : Philippe Meunier, évêque d'Évreux (° 10 janvier 1844)
- 23 janvier : Richard Alphonsus O'Connor, prélat et missionnaire irlandais, évêque de Peterborough (° 15 avril 1938)
- 4 février : 
  - Gabriel de Bessonies, prêtre et militant antimaçonnique français (° 27 avril 1859)
  - Franz Xavier Nagl, cardinal autrichien, archevêque de Vienne (° 26 novembre 1855)
- 6 février : Saint François Spinelli, prêtre italien, fondateur des Sœurs sacramentines et des Adoratrices du Saint-Sacrement (° 14 avril 1853)
- 7 février : Marie-Alphonse Sonnois, prélat français, archevêque de Cambrai (° 10 décembre 1828)
- 12 mars : Félix Jourdan de la Passardière, prélat français, évêque auxiliaire de Rouen et évêque titulaire de Rhosus (de) (° 21 mars 1841)
- 22 mars : Pietro Respighi, cardinal italien de la Curie (° 22 septembre 1843)
- 25 avril : Joseph-Alfred Archambeault, prélat canadien, premier évêque de Joliette (° 23 mai 1859)
- 16 juillet : Thomas-Étienne Hamel, prêtre et enseignant canadien (° 28 décembre 1830)
- 21 juillet : François Delamaire, prélat français, archevêque de Cambrai (° 4 février 1848)
- 7 septembre : José de Calasanz Félix Santiago Vives y Tutó, cardinal espagnol de la Curie (° 15 février 1854)
- 5 octobre : Patrick Augustine Sheehan, prêtre, romancier et homme politique irlandais (° 17 mars 1852)
- 10 octobre : Gregorio María Aguirre y García, cardinal espagnol, archevêque de Tolède et patriarche des Indes occidentales (° 12 mars 1835)
- 26 octobre : Bienheureuse Céline Chludzińska Borzęcka, religieuse polonaise, fondatrice des Sœurs de la Résurrection de Notre Seigneur Jésus-Christ (° 29 octobre 1833)
- 31 octobre : Jean-Aloys Van Steenkiste, prêtre, exégète et enseignant belge (° 20 août 1830)
- 30 novembre : Firmin-Léon-Joseph Renouard, prélat français, évêque de Limoges (° 12 février 1831)
- 4 décembre : Joan Josep Laguarda i Fenollera, prélat espagnol, évêque de Barcelone (° 22 avril 1866)
- 7 décembre : Luigi Oreglia di Santo Stefano, cardinal italien de la Curie, précédemment diplomate du Saint-Siège et archevêque titulaire de Damiette (de) (° 9 juillet 1828)
- 11 décembre : Charles-Louis Lavigne, prélat jésuite et missionnaire français, évêque de Trincomalee (° 6 janvier 1840)
- 16 décembre : Mariano Rampolla del Tindaro, cardinal italien de la Curie, cardinal-secrétaire d’État (° 17 août 1843)
- 30 décembre : Bienheureux Jean-Marie Boccardo, prêtre et fondateur italien (° 20 novembre 1848)
- Date précise inconnue : Jean-Baptiste Rouvière, prêtre français, missionnaire au Canada (° 11 novembre 1881)